# Влажност (филм)
„Влажност“ је српски играни филм из 2016 године, драма са примесама трилера. Филм је режирао Никола Љуца, који је написао и сценарио заједно са Сташом Бајац. Филм је настао у копродукцији са продуцентским кућама из Холандије и Грчке.
Филм је премијерно приказан на 66. Берлинском филмском фестивалу. У Србији је премијерно приказан 26. фебруара 2016. на отварању 44. ФЕСТ-а. Љуци је ово дебитантски дугометражни филм и на њему је радио пет година.

## Радња
Главни протагониста филма је Петар (кога игра Милош Тимотијевић), харизматични менаџер успешне компаније, чија супруга Мина (игра је Тамара Крцуновић) изненада нестаје без трага. Петар почиње да лаже и скрива њен нестанак, трудећи се да одржи савршену слику живота који је изградио.
Док дању покушава да одржи савршену слику коју је о себи изградио, ноћу не може да спава; почиње да трчи празним улицама и суочава се са другачијим лицем града, његовим контрастима и сукобима које никада до тада није примећивао. У периоду од недељу дана, Петров живот увучен је у ковитлац догађаја, његови страхови и несигурност све више излазе на површину и што се он више труди да их потисне, они су све јачи.

## Улоге
| Глумац            | Улога    |
| ----------------- | -------- |
| Милош Тимотијевић | Петар    |
| Тамара Крцуновић  | Мина     |
| Марија Кракман    | Карин    |
| Славен Дошло      | Милан    |
| Јасна Бери        | Драгица  |
| Јелена Ступљанин  | Анђела   |
| Тања Петровић     | Љубица   |
| Драган Бакљема    | Срђан    |
| Славиша Чуровић   | Миљан    |
| Милена Живановић  | Бранка   |
| Катарина Марковић | Бојана   |
| Феђа Стојановић   | Драгиша  |
| Милутин Петровић  | Мирослав |
| Вања Ејдус        | Наташа   |
| Борка Томовић     | Ана      |